# Angers Sporting Club de l'Ouest 2024-2025
Questa voce raccoglie le informazioni riguardanti l'Angers Sporting Club de l'Ouest nelle competizioni ufficiali della stagione 2024-2025.

## Maglie e sponsor
| Casa | Trasferta |

## Rosa
Aggiornato al 2 maggio 2025. 
 In corsivo i calciatori ceduti durante la stagione. 
| N. |                           | Ruolo | Calciatore               |
| -- | ------------------------- | ----- | ------------------------ |
| 2  | Haiti (bandiera)          | D     | Carles Arcus             |
| 3  | Gabon (bandiera)          | D     | Jacques Ekomié           |
| 5  | Francia (bandiera)        | D     | Marius Courcoul          |
| 6  | Costa d'Avorio (bandiera) | C     | Jean-Eudes Aholou        |
| 7  | Senegal (bandiera)        | A     | Ibrahima Niane           |
| 8  | Senegal (bandiera)        | C     | Joseph Lopy              |
| 9  | Francia (bandiera)        | A     | Loïs Diony               |
| 10 | Algeria (bandiera)        | C     | Himad Abdelli (capitano) |
| 11 | Francia (bandiera)        | A     | Sidiki Chérif            |
| 12 | Francia (bandiera)        | C     | Zinédine Ould Khaled     |
| 14 | Marocco (bandiera)        | C     | Yassin Belkhdim          |
| 15 | Francia (bandiera)        | C     | Pierrick Capelle         |
| 16 | Rep. del Congo (bandiera) | P     | Melvin Zinga             |
| 17 | Francia (bandiera)        | C     | Justin-Noël Kalumba      |
| 18 | Gabon (bandiera)          | A     | Jim Allevinah            |
| 19 | Francia (bandiera)        | A     | Esteban Lepaul           |

| N. |                                 | Ruolo | Calciatore        |
| -- | ------------------------------- | ----- | ----------------- |
| 20 | Algeria (bandiera)              | C     | Zinedine Ferhat   |
| 21 | Francia (bandiera)              | D     | Jordan Lefort     |
| 22 | Benin (bandiera)                | D     | Cédric Hountondji |
| 23 | Francia (bandiera)              | A     | Adrien Hunou      |
| 24 | Francia (bandiera)              | C     | Emmanuel Biumla   |
| 25 | Costa d'Avorio (bandiera)       | D     | Abdoulaye Bamba   |
| 26 | Francia (bandiera)              | D     | Florent Hanin     |
| 27 | Francia (bandiera)              | D     | Lilian Rao-Lisoa  |
| 28 | Algeria (bandiera)              | A     | Farid El Melali   |
| 29 | Francia (bandiera)              | D     | Ousmane Camara    |
| 30 | Costa d'Avorio (bandiera)       | P     | Yahia Fofana      |
| 40 | Francia (bandiera)              | P     | Oumar Pona        |
| 93 | Algeria (bandiera)              | C     | Haris Belkebla    |
| 99 | Senegal (bandiera)              | A     | Bamba Dieng       |
|    | Bosnia ed Erzegovina (bandiera) | D     | Halid Šabanović   |

## Calciomercato

### Sessione estiva
| Acquisti         | Acquisti         | Acquisti         | Acquisti         |
| R.               | Nome             | da               | Modalità         |
| Altre operazioni | Altre operazioni | Altre operazioni | Altre operazioni |
| R.               | Nome             | da               | Modalità         |
| ---------------- | ---------------- | ---------------- | ---------------- |

| Cessioni | Cessioni | Cessioni | Cessioni |
| R.       | Nome     | a        | Modalità |
| -------- | -------- | -------- | -------- |

#### Sessione invernale
| Acquisti | Acquisti | Acquisti | Acquisti |
| R.       | Nome     | da       | Modalità |
| -------- | -------- | -------- | -------- |

| Cessioni | Cessioni | Cessioni | Cessioni |
| R.       | Nome     | a        | Modalità |
| -------- | -------- | -------- | -------- |

## Risultati

### Ligue 1

#### Girone di andata
| Arbitro: | Léonard |

|  |           |          |
|  | Marcatori | 28’ Saïd |

| Arbitro: | Kherradji |

|                        |           |  |
| Meunier 34’ Bayo 90+5’ | Marcatori |  |

| Arbitro: | Stinat |

|                    |           |                                                |
| Abdelli 67’ (rig.) | Marcatori | 6’ Ndayishimiye 25’ Boudaoui 72’, 85’ Guessand |

| Arbitro: | El Hadj |

|            |           |           |
| Nanasi 31’ | Marcatori | 62’ Dieng |

| Arbitro: | Vernice |

|                    |           |              |
| Abdelli 24’ (rig.) | Marcatori | 18’ Lepenant |

| Arbitro: | Wattellier |

|            |           |                                 |
| Ferhat 84’ | Marcatori | 9’ Nakamura 25’ Itō 79’ Munetsi |

| Arbitro: | Lissorgue |

|          |           |               |
| Rowe 51’ | Marcatori | 54’ El Melali |

| Arbitro: | Delajod |

|          |           |          |
| King 64’ | Marcatori | 5’ Niane |

| Arbitro: | Bollengier |

|                                             |           |                       |
| Abdelli 7’ Aholou 39’ Niane 69’ Dieng 90+3’ | Marcatori | 11’, 57’ Davitashvili |

| Arbitro: | Kherradji |

|  |           |            |
|  | Marcatori | 29’ Aholou |

| Arbitro: | Millot |

|                           |           |                                 |
| Lepaul 90+1’ Biumla 90+7’ | Marcatori | 17’, 20’ Lee 31’, 45+2’ Barcola |

| Arbitro: | Letexier |

|                        |           |  |
| H. Traoré 90+3’ (rig.) | Marcatori |  |

| Arbitro: | Delajod |

|  |           |             |
|  | Marcatori | 63’ Abdelli |

| Arbitro: | Bollengier |

|  |           |                                          |
|  | Marcatori | 26’ Tagliafico 55’ Cherki 88’ Mikautadze |

| Arbitro: | El Hadj |

|                            |           |  |
| Grønbæk 33’ Assignon 90+2’ | Marcatori |  |

| Arbitro: | Millot |

|                       |           |  |
| Lepaul 6’ Niane 90+5’ | Marcatori |  |

| Arbitro: | Lissorgue |

|              |           |                              |
| Savanier 61’ | Marcatori | 30’, 69’ Lepaul 90+9’ Ferhat |

#### Girone di ritorno
| Arbitro: | Frappart |

|                                |           |  |
| Diomandé 18’ (aut.) Lepaul 47’ | Marcatori |  |

| Arbitro: | Kherradji |

|                |           |  |
| Frankowski 49’ | Marcatori |  |

| Arbitro: | Pignard |

|           |           |             |
| Hanin 90’ | Marcatori | 73’ A. Ayew |

| Arbitro: | Ben El Hadj |

|  |           |                       |
|  | Marcatori | 69’ Rabiot 74’ Maupay |

| Arbitro: | Batta |

|  |           |                 |
|  | Marcatori | 45+1’ El Melali |

| Arbitro: | Dechepy |

|                                         |           |                 |
| Cardona 36!’ (73) Ekwah 52’ Dieng 90+4’ | Marcatori | 7’, 17’ Abdelli |

| Arbitro: | Stinat |

|  |           |                                                  |
|  | Marcatori | 51’ Magri 57’ Sierro 71’ Cresswell 90+4’ Edjouma |

| Arbitro: | Kherradji |

|                     |           |  |
| Sima 19’ Faivre 60’ | Marcatori |  |

| Arbitro: | Delajod |

|  |           |                                  |
|  | Marcatori | 77’ Biereth 88’ (rig.) Akliouche |

| Arbitro: | Léonard |

|  |           |                                   |
|  | Marcatori | 13’, 90+5’ Kalimuendo 70’ I. Koné |

| Arbitro: | Bollengier |

|             |           |  |
| D. Doué 55’ | Marcatori |  |

| Arbitro: | Millot |

|                |           |  |
| Lepaul 2’, 43’ | Marcatori |  |

| Arbitro: | Stinat |

|                      |           |              |
| Rosario 36’ Abdi 47’ | Marcatori | 52’ Belkhdim |

| Arbitro: | El Hadj |

|  |           |                                 |
|  | Marcatori | 45+1’ Alexsandro 50’ Haraldsson |

| Arbitro: | Léonard |

|  |           |               |
|  | Marcatori | 52’ Allevinah |

| Arbitro: | Turpin |

|                 |           |           |
| Lepaul 15’, 48’ | Marcatori | 43’ Bakwa |

| Arbitro: | Frappart |

|                           |           |  |
| Lacazette 55’ (rig.), 72’ | Marcatori |  |

### Coppa di Francia
| Arbitro: | Vernice |

|  |           |            |
|  | Marcatori | 66’ Lepaul |

| Arbitro: | El Hadj |

|                      |           |                                         |
| Dali-Amar 28’, 90+4’ | Marcatori | 2’ Lepaul 6’ (rig.) Dieng 52’ Allevinah |

| Arbitro: | Wattellier |

|                |           |                              |
| Lemaréchal 13’ | Marcatori | 2’, 15’ Lepaul 76’ El Melali |

| Arbitro: | Vernice |

|                              |                      |                                         |
| Dieng 90+5’                  | Marcatori            | 79’ Nakamura                            |
| Dieng Niane Ferhat Rao-Lisoa | Tiri di rigore 3 – 5 | Nakamura Moscardo Sangui Itō O. Diakité |

## Statistiche finali

### Statistiche di squadra
| Competizione     | Punti | In casa | In casa | In casa | In casa | In casa | In casa | In trasferta | In trasferta | In trasferta | In trasferta | In trasferta | In trasferta | Totale | Totale | Totale | Totale | Totale | Totale | DR  |
| Competizione     | Punti | G       | V       | N       | P       | Gf      | Gs      | G            | V            | N            | P            | Gf           | Gs           | G      | V      | N      | P      | Gf     | Gs     | DR  |
| ---------------- | ----- | ------- | ------- | ------- | ------- | ------- | ------- | ------------ | ------------ | ------------ | ------------ | ------------ | ------------ | ------ | ------ | ------ | ------ | ------ | ------ | --- |
| Ligue 1          | 36    | 17      | 5       | 2       | 10      | 18      | 33      | 17           | 5            | 4            | 8            | 14           | 20           | 34     | 10     | 6      | 18     | 32     | 53     | -21 |
| Coppa di Francia | -     | 1       | 0       | 1       | 0       | 1       | 1       | 3            | 3            | 0            | 0            | 7            | 3            | 4      | 3      | 1      | 0      | 8      | 4      | +4  |
| Totale           | -     | 18      | 5       | 3       | 10      | 19      | 34      | 20           | 8            | 4            | 8            | 21           | 23           | 38     | 13     | 7      | 18     | 40     | 57     | -17 |

### Andamento in campionato
| Giornata  | 1  | 2  | 3  | 4  | 5  | 6  | 7  | 8  | 9  | 10 | 11 | 12 | 13 | 14 | 15 | 16 | 17 | 18 | 19 | 20 | 21 | 22 | 23 | 24 | 25 | 26 | 27 | 28 | 29 | 30 | 31 | 32 | 33 | 34 |
| --------- | -- | -- | -- | -- | -- | -- | -- | -- | -- | -- | -- | -- | -- | -- | -- | -- | -- | -- | -- | -- | -- | -- | -- | -- | -- | -- | -- | -- | -- | -- | -- | -- | -- | -- |
| Luogo     | C  | T  | C  | T  | C  | C  | T  | T  | C  | T  | C  | T  | T  | C  | T  | C  | T  | C  | T  | C  | C  | T  | T  | C  | T  | C  | C  | T  | C  | T  | C  | T  | C  | T  |
| Risultato | P  | P  | P  | N  | N  | P  | N  | N  | V  | V  | P  | P  | V  | P  | P  | V  | V  | V  | P  | N  | P  | V  | N  | P  | P  | P  | P  | P  | V  | P  | P  | V  | V  | P  |
| Posizione | 13 | 15 | 17 | 17 | 18 | 18 | 18 | 17 | 15 | 15 | 15 | 17 | 14 | 15 | 15 | 14 | 13 | 12 | 13 | 12 | 13 | 11 | 12 | 13 | 13 | 14 | 14 | 14 | 14 | 15 | 15 | 14 | 13 | 14 |

Legenda:

Luogo: C = Casa; T = Trasferta. Risultato: V = Vittoria; N = Pareggio; P = Sconfitta.